# Thallumetus pusillus
Thallumetus pusillus là một loài nhện trong họ Dictynidae.
Loài này thuộc chi Thallumetus. Thallumetus pusillus được Arthur Merton Chickering miêu tả năm 1950.